# Aberffraw

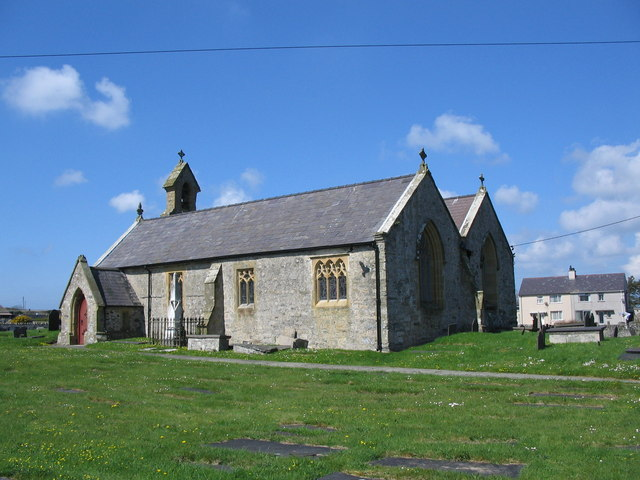
La iglesia de St. Beuno's en Aberffraw

Aberffraw es hoy en día un pequeño pueblo en la costa sudoccidental de Anglesey, Gales, junto a la ribera oeste del río Ffraw, en la referencia SH354693. El código postal empieza por LL63. El acceso por carretera es por la A4080 y la estación ferroviaria más cercana es Bodorgan. A principios de la Edad Media, Aberffraw fue la capital de Gwynedd desde el año 860 (aprox.) hasta 1170 (aprox.). Bajo el seudónimo de Casa de Aberffraw se convirtió en el centro político más importante de la Gales medieval.
El Llys conservó el trono simbólico de los Reyes de Gwynedd desde el siglo IX hasta el siglo XIII, aunque Garth Celyn, Aber Garth Celyn, ahora conocido como Aber o Abergwyngregyn en el territorio principal justo en frente del puerto de Llanfaes, se convirtió en el hogar real y la capital, y centro de resistencia, desde el siglo XII hasta que Tywysog Llywelyn ap Gruffudd fue atraído a una trampa y se le dio muerte el 11 de diciembre de 1282. Los Reales Anales de Eduardo I de Inglaterra muestran que el Llys fue desmontado en 1315 para suministrar materiales de construcción para el cercano Castillo de Beaumaris.
...pareció manifestar la presencia de un cercado de dos fases, de ángulos redondos y rectangular, al menos 70m NNE-SSO, pensado para representar una obra militar romana, reacondicionada a principios del periodo medieval como un recinto llys (corte principesca). A pesar de que una datación con radio-carbono centrada en el periodo 27-387 d. C., parece corroborar esta tesis; la identificación como una obra romana no tiene actualmente sentido; el lugar del llys, cuyo desmontaje (parcial?) está registrado en 1317, se ve como incierto. Dos cabezas esculpidas, de un aparente estilo C13, son conocidas como provenientes del pueblo (White 1978). Se ha sugerido que el ángulo curvilíneo putativo del recinto apunta a la antigua presencia de un motte; excavaciones en el lugar tradicional del llys, a unos 650m al OSO, registraron sólo restos C18.  Excavación, 1973-4 (White 1979) .

## El pueblo Aberffraw
La población de Aberffraw es de 599 habitantes, de los cuales el 79,8% puede hablar galés. Las atracciones cerca del pueblo de Aberffraw incluyen Llyn Coron (un lago), Barclodiad y Gawres, una cámara mortuoria neolítica y la isla de Cribinau con la iglesia del siglo VII de San Cwyfan situada en lo alto. La iglesia sigue ofreciendo servicios en el verano y a veces se usa para bodas con acceso por barca. El pueblo posee una excelente playa de arena que ha recibido el premio bandera azul de playa rural en 2005, y se encuentra en el camino costero de Anglesey.

## Casa principesca de Aberffraw
Aberffraw es el título designado a la rama señorial de los descendientes de Rhodri Fawr a través de su hijo mayor Anarawd ap Rhodri, dando lugar a los Aberffraw esta rama, Ynys Mon en el Reino de Gwynedd su principal solar familiar. Los miembros de la Casa Aberffraw incluyen Idwal Foel, Iago ab Idwal, Cynan ap Iago, Gruffydd ap Cynan, Owain Gwynedd, Gwenllian ferch Gruffydd, Llywelyn Fawr, Llywelyn ap Gruffydd. En el siglo XII los Príncipes de Gwynedd empezaron a usar el título de "Príncipe de Aberffraw y Señor de Snowdon". "Príncipe de Aberffraw" para enfatizar su conexión con Rhodri Mawr, y "Señor de Snowdon" para enfatizar su posesión de la región de Gwynedd. Es esta rama la que convertiría el foco de la resistencia galesa contra la ley anglo-normanda en Gales hasta la Conquista Eduardina de 1282.
Descendientes directos varones posteriores incluyeron la familia Wynn, afirmando descendencia directa masculina de Owain Gwynedd.
- Owain Gwynedd, Príncipe de Gwynedd (murió en noviembre de 1170) = Cristina ferch Gronw ap Owain ap Edwin
- Rhodri ab Owain Gwynedd, Señor de Anglesey (muerto en 1195) = Annest ferch Rhys ap Gruffudd
- Thomas ap Rhodri ab Owain Gwynedd = Annest ferch Einion ap Seisyllt
- Caradog ap Tomas = Efa ferch Gwyn ap Gruffudd ap Beli
- Gruffudd ap Caradog = Lleuca ferch Llywarch Fychan ap Llywarch
- Dafydd ap Gruffudd of Rhos = Efa ferch Gruffudd Fychan
- Hywel ap Dafydd = Efa ferch Evan ap Hywel ap Maredudd
- Maredudd ap Hywell (murió después de 1353) = Morfydd verch Ieuan ap Dafydd ap Trahaern Goch
- Robert ap Maredudd = Angharad ferch Dafydd ap Llywelyn
- Ifan ap Robert (nacido en 1438, murió en 1469) = Catherine ferch Rhys ap Hywel Fychan
- Maredudd ap Ifan (Ieuan) ap Robert (aprox. 1459-18 de marzo de 1525) = Ales ferch William Gruffudd ap Robin
- John "Wynn" ap Maredudd (muerto el 9 de julio de 1559) = Ellen Lloyd ferch Morys ap John
- Morys Wynn ap John (muerto en 1580) = Jane Bulkeley (1) Ann Grevill (2) Katherine of Berain (3)
- Sir John Wynn ap Morys de Gwydir

### Baronetes Wynn de Gwydir (1611)
Los Baronets Wynn de Gwydir fueron creados en el Baronetizaje de Inglaterra en 1611 (una de las creaciones iniciales) para John Wynn, de Gwydir. Los miembros de esta línea fueron herederos de la afirmación Aberffraw al Principado de Gwynedd y Gales siendo descendientes directos de Owain Gwynedd. La familia pasó a ser prominente en cuanto a la política, todos los baronets salvo Owen fueron miembros del parlamento, a menudo para Carnarvon o Carnarvonshire. Esta creación se extinguió en 1719, con la muerte del quinto baronet. Wynnstay, cerca de Ruabon, pasó a Sir Watkin Williams, quien tomó el nombre de Williams-Wynn.
- Sir John Wynn, I Baronet (muerto en 1627)
  - Jane Thelwall (bisnieta; su marido tomó el nombre de "Wynn" en honor de la herencia de su mujer, estableciendo la familia Williams-Wynn.
    - Sir Watkin Williams-Wynn, 11º Baronet, (David), descendiente de Sir John Wynn
- Sir Richard Wynn, II Baronet (c. 1588-1649)
- Sir Owen Wynn, III Baronet (muerto en 1660)
- Sir Richard Wynn, 4º Baronet (c. 1625-1674)
  - Mary Wynn, Duque de Ancaster y Kesteven
    - Priscilla Bertie, 21ª Baronesa Willoughby de Eresby
- Sir John Wynn, 5º Baronet (c. 1628-1719) (extinta en 1719)

Una rama cadete de descendientes podría localizar su descendencia desde Richard Wynn, a través de su hija Mary Wynn, Duquesa de Ancaster y Kesteven, y su bisnieta Priscilla Bertie, 21ª Baronesa Willoughby de Eresby. Esta rama cadete expiraría con la muerte en 1915 de Willoughby Merrik Campbell Burrell, 5º Barón Gywdyr.

## En la mitología
En la mitología galesa, Aberffraw aparece como el lugar de la fiesta de boda de Branwen y Matholwch, donde Efnysien mutiló a los caballos de Matholwch.